# Geraardsbergen
Geraardsbergen (pronunciación neerlandesa: 'ɣeːraːrdzbɛrɣə, en francés: Grammont) es una ciudad y municipio situado en Denderstreek y en las Ardenas flamencas, en la parte sur montañosa de Bélgica, provincia de Flandes Oriental. El municipio comprende la ciudad de Geraardsbergen y las siguientes ciudades:
Goeferdinge, Grimminge, Idegem, Moerbeke, Nederboelare, Nieuwenhove, Onkerzele, Ophasselt, Overboelare, Schendelbeke, Smeerebbe-Vloerzegem, Viane, Waarbeke, Zandbergen y Zarlardinge.
El 1 de enero de 2019 Geraardsbergen tenía una población total de 33.439 habitantes. La superficie total es de 79,71 km² resultando una densidad de población de 419 habitantes por km².
El actual alcalde de Geraardsbergen es Guido De Padt, perteneciente al partido Liberales y Demócratas Flamencos.

## Historia

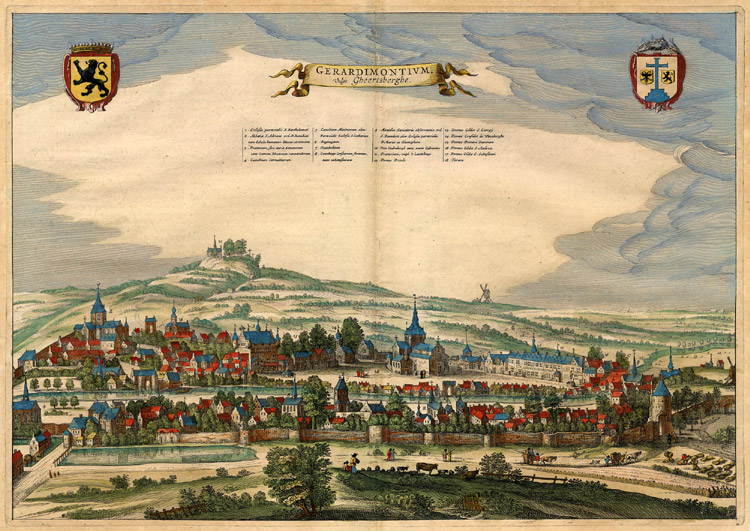
Geraardsbergen en 1649.

Geraardsbergen es una de las ciudades más antiguas de Bélgica. Se fundó cerca del asentamiento de Hunnegem. En 1068, Geraardsbergen fue una de las primeras comunidades de Europa Occidental que se concedió como Villa Belga
Geraardsbergen fue destruida en 1381 por Walter IV de Enghien y sus tropas. Cuenta la leyenda que durante el asedio al pueblo de Geraardsbergen lanzaron algunos de sus alimentos por encima del muro de la ciudad queriendo demostrar que tenían suficiente comida para sobrevivir un asedio durante mucho tiempo. A pesar de esta valentía, la ciudad fue capturada finalmente por las tropas de Enghien. Este evento se celebra cada año en la ciudad durante su carnaval que se organiza en la parte superior del Oudenberg, el denominado 'krakelingenworp' que celebra este acontecimiento histórico.
Durante la guerra de los Ochenta Años, se sumó en 1579 a la Unión de Arras, quedando en manos de los Países Bajos Españoles. A partir de 1697 se convirtió en el centro del encaje de chantilly en la zona.
El 29 de mayo de 1815, poco antes de la batalla de Waterloo, Arthur Wellesley, primer Duque de Wellington y Gebhard Leberecht von Blücher pasaron revista a la caballería aliada en este lugar. Unos 6000 soldados desfilaron en prados en las orillas del Dender entre Geraardsbergen y Jedeghem.

## Demografía

### Evolución
Todos los datos históricos relativos al actual municipio, el siguiente gráfico refleja su evolución demográfica, incluyendo municipios después de efectuada la fusión el 1 de enero de 1977.
| Gráfica de evolución demográfica de Geraardsbergen entre 1846 y 2020 |
|                                                                      |

## Lugares de interés
- Manneken Pis, la estatua más antigua que el Manneken Pis.
- El Muur van Geraardsbergen, una calle empinada pavimentada con adoquines, subida cada año por los ciclistas durante el Tour de Flandes.
- Castillo Boelare, sede del antiguo dominio feudal de Tierras (Baronía) de Boelare.
- Aeródromo Overboelare, pequeño aeródromo planeador.

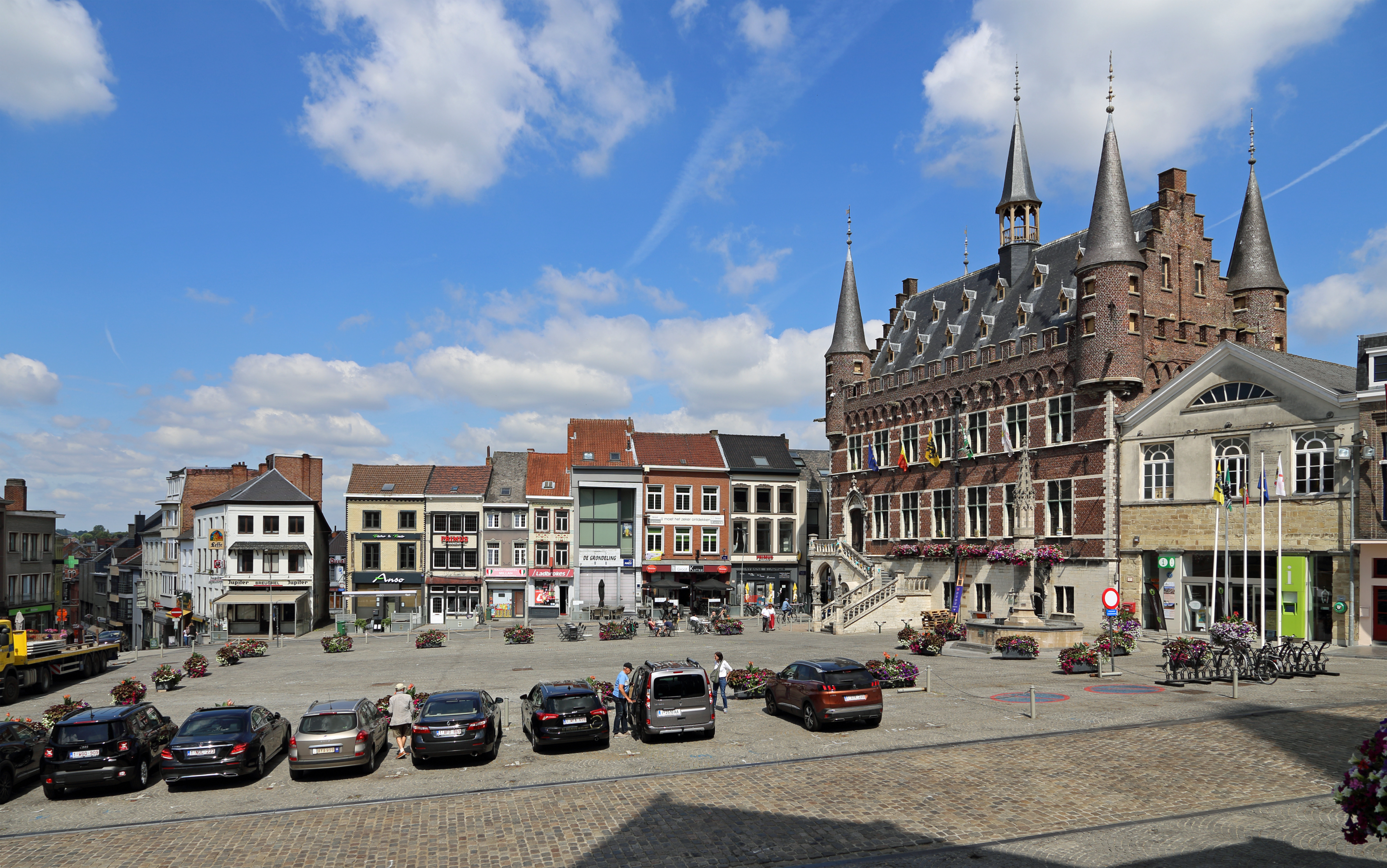
Plaza de Mercado.
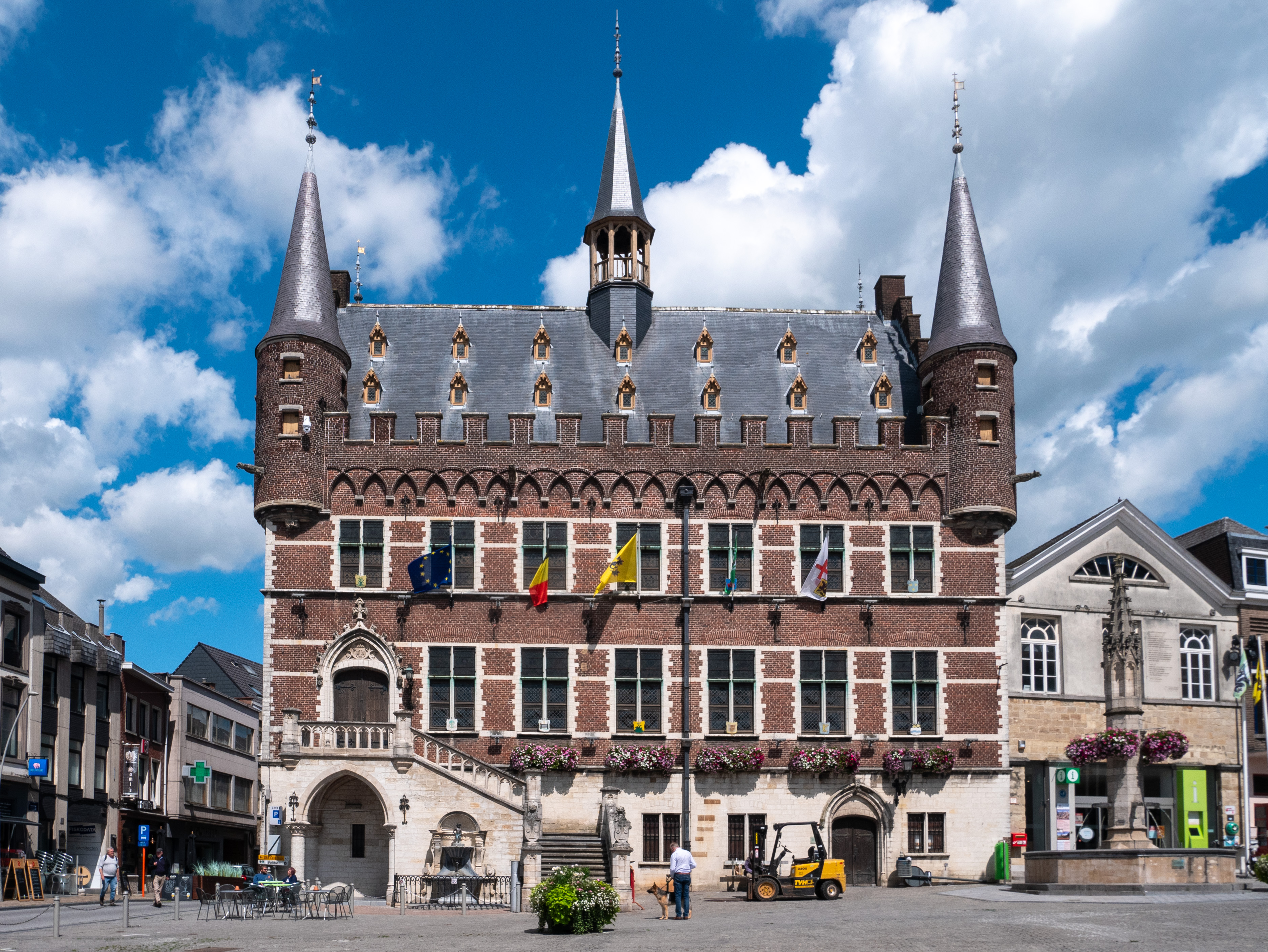
Ayuntamiento.
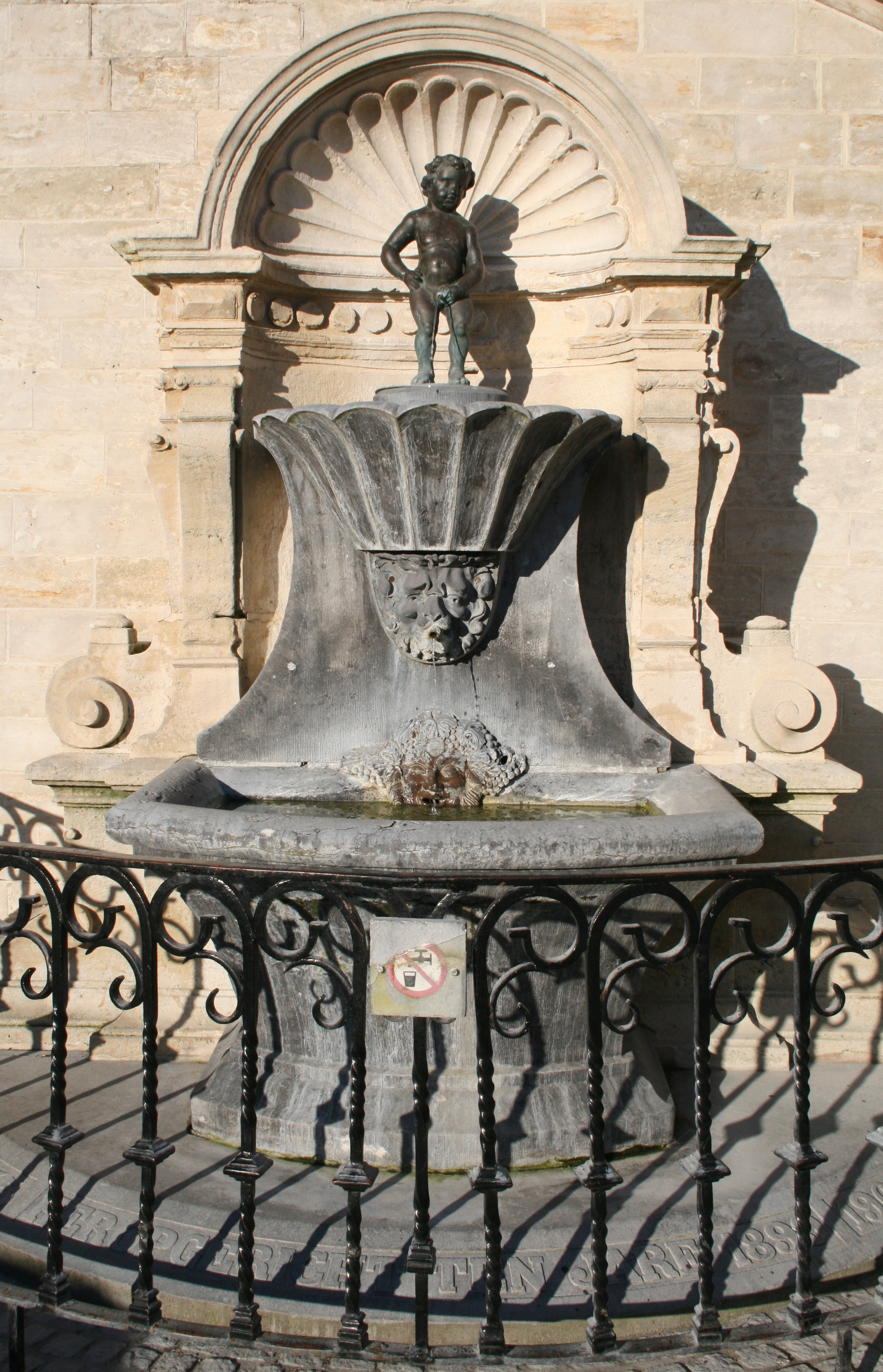
Manneke Pis  es la estatua más famosa de Geraardsbergen.
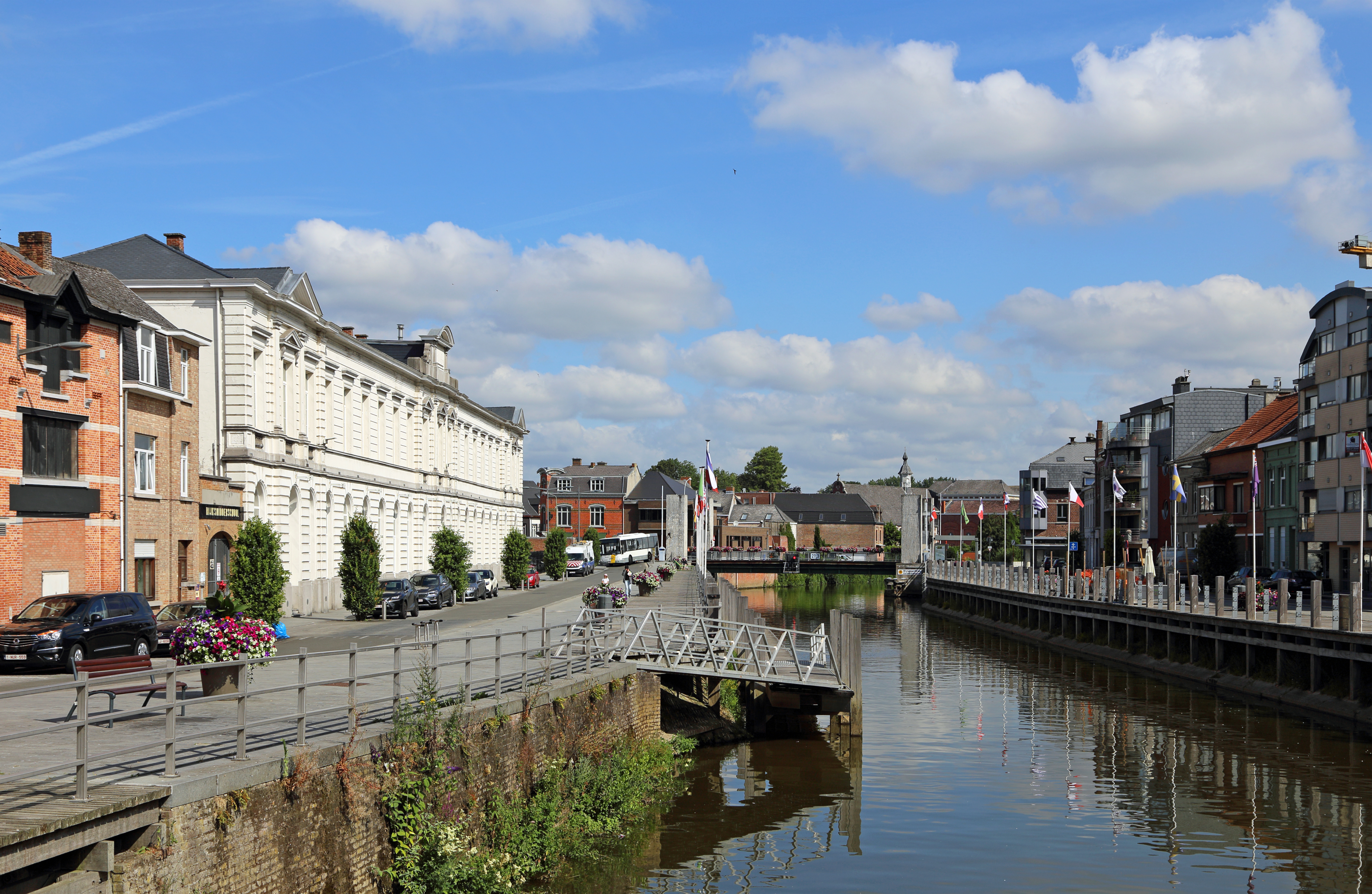
El Dendre en Geraardsbergen.
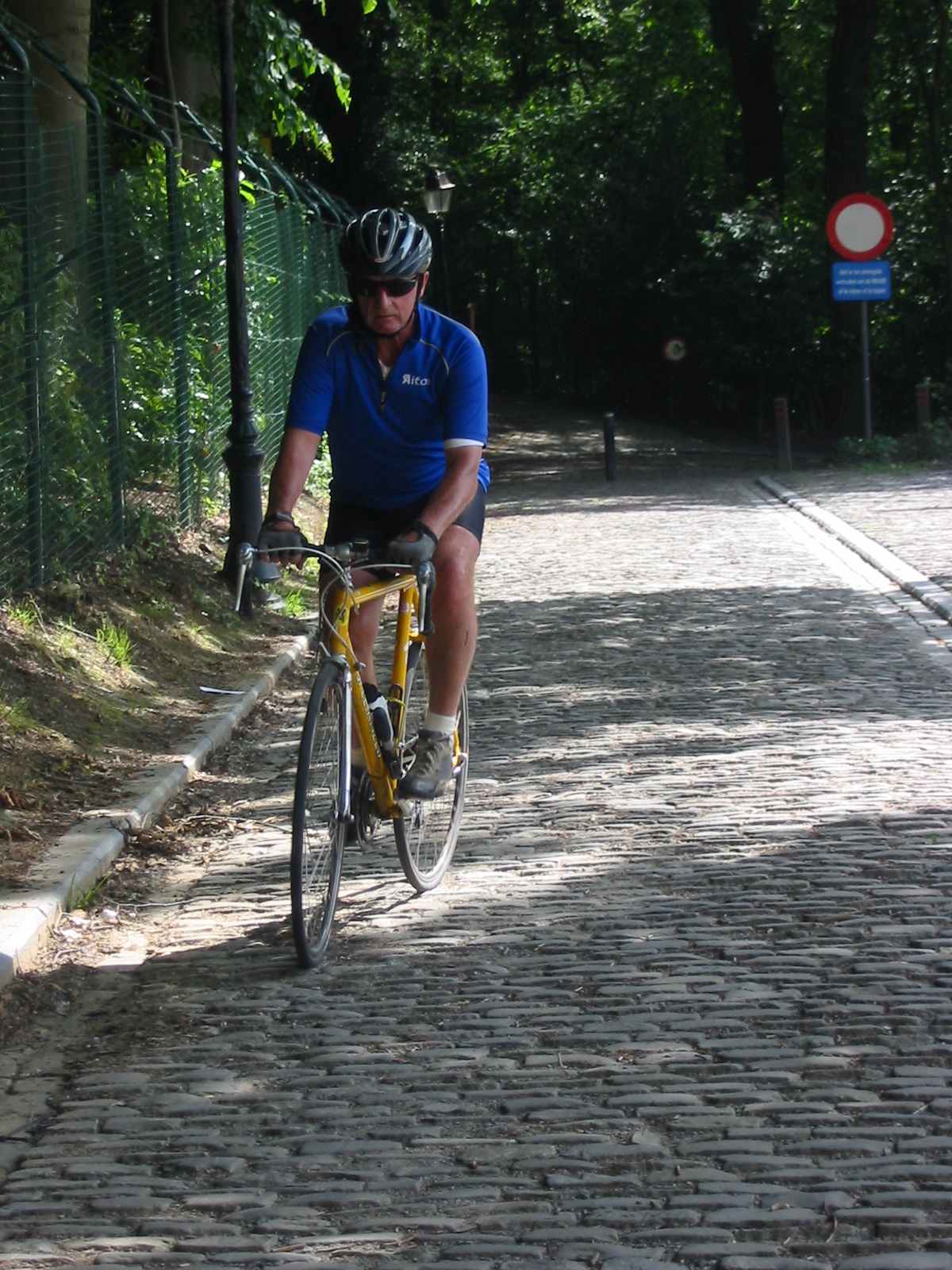
De Muur van Geraardsbergen (el Muro de Geraarsbergen).
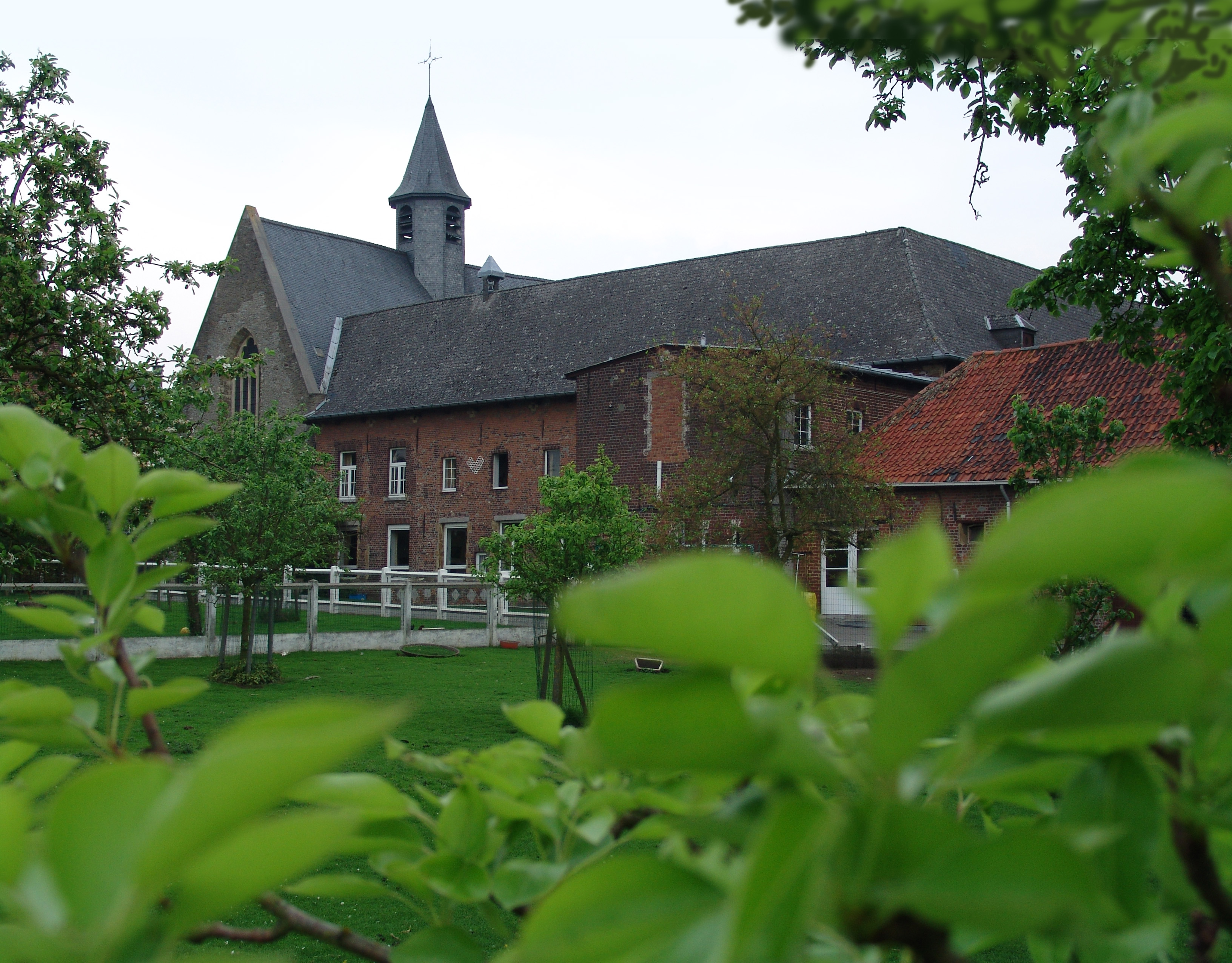
Priorato de Hunnegem (2005).
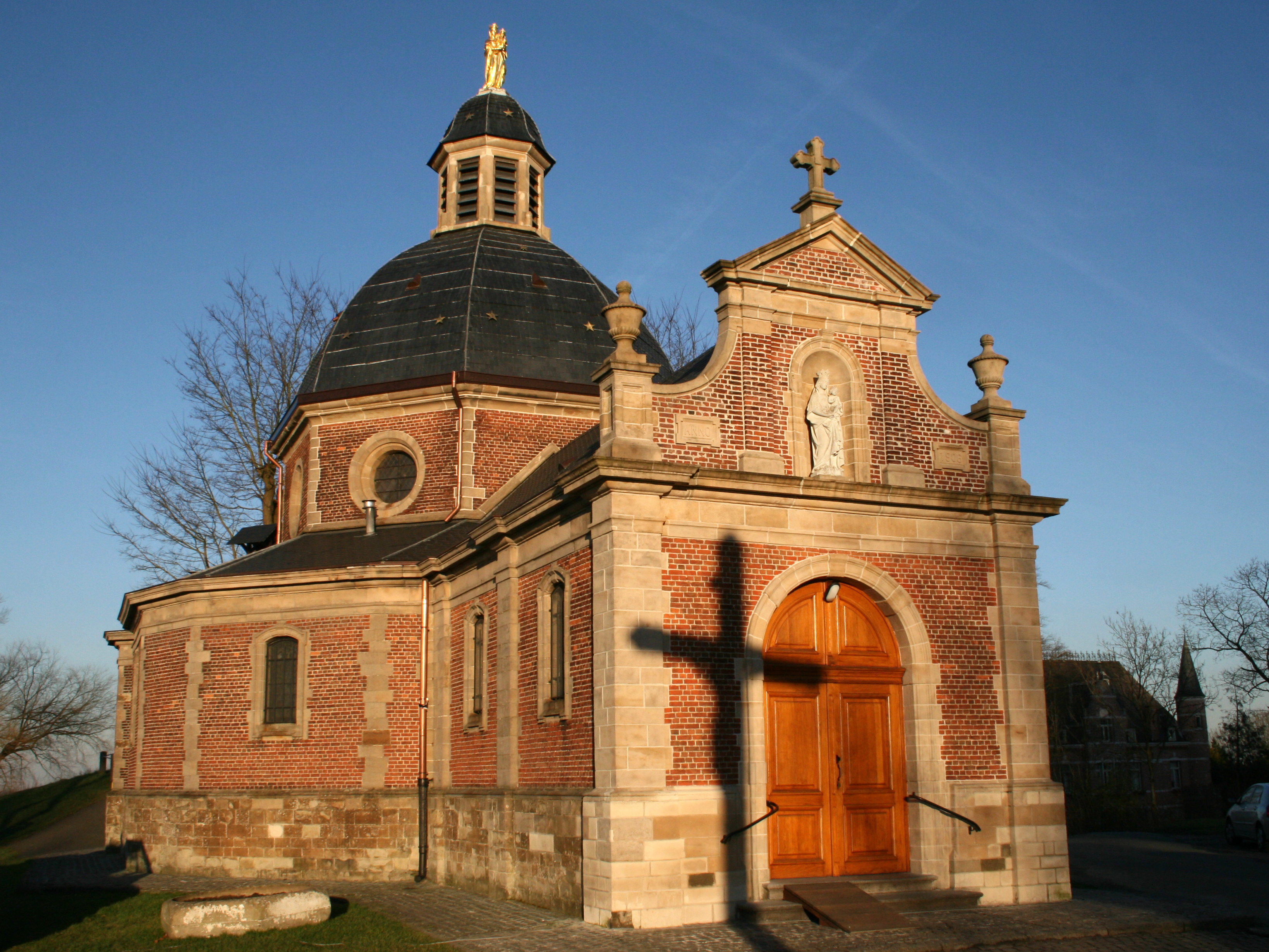
Capilla de Nuestra Señora de Oudenberg (1724)

## Mattentaart

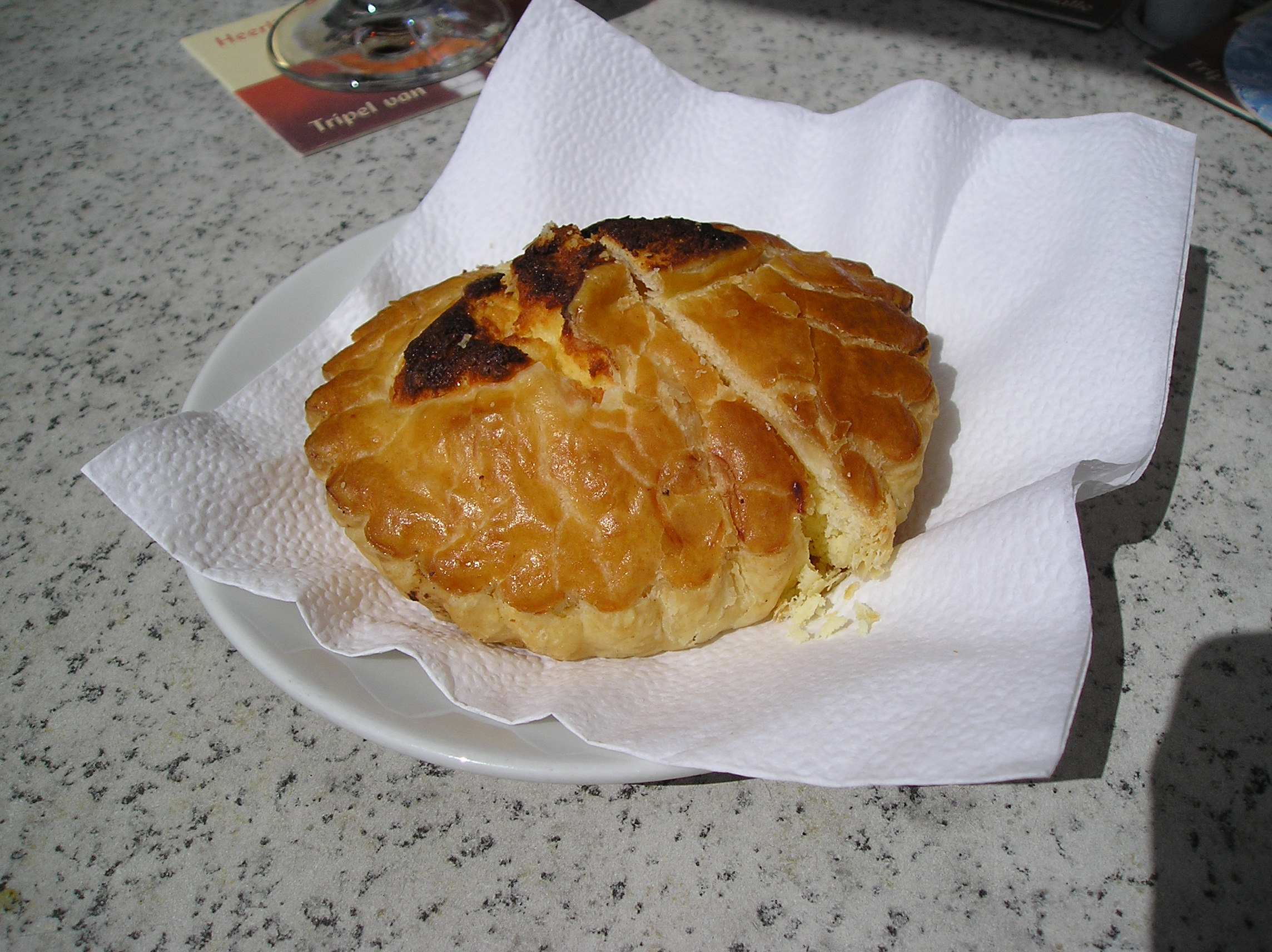
Mattentaart.

Geraardsbergen es conocido por sus mattentaarts, un tipo de pasteles dulces. Estos se hacen con matten, un tipo de pasta o requesón,
Se le concedió al mattentaart el Estatus de Protección geográfica por la Unión Europea en 2006, lo que indica que tan solo se puede producir en Geraardsbergen o en el municipio cercano de Lierde.

## Personajes famosos
- Daniël van Geraardsbergen (1116—1196).
- Guillermo de Moerbeke (1215—1286), primer traductor de las obras de Aristóteles al latín.
- Guillebert de Mets. (1415—1460).
- Robert de Foy, (1893—1960), magistrado belga y jefe del Servicio de Seguridad del Estado Belga.
- Paul Van den Berghe (1933), obispo belga de la Iglesia católica.
- Pieter van der Moere, Fray Pedro de Gante, evangelizador y educador franciscano.